# Sincronizzazione verticale
La sincronizzazione verticale o V-sync è un metodo atto a garantire la corretta visualizzazione delle immagini a video.
Questo metodo permette al dispositivo video, quale monitor CRT o matrice LCD/Plasma, di poter visualizzare correttamente l'immagine in ingresso, in quanto la sincronizzazione verticale definisce l'inizio e la fine delle immagini da visualizzare a video, evitando che a monitor l'immagine risulti tagliata orizzontalmente, poiché a monitor sono visualizzate più immagini, generalmente per i dispositivi e segnali analogici questo si verifica con un'immagine in video che mostra il termine di un fotogramma e prosegue con l'inizio dell'immagine successiva, mentre nei dispositivi e segnali digitali generalmente si verifica con il tearing.
In ambito render, quale ad esempio i videogame questa tecnica permette anche di non generare più immagini di quelle che il monitor può visualizzare e ridurre anche il carico dei dispositivi video (GPU), ma l'implementazione V-sync oltre a risolvere il tearing ed evitare un'eccessiva generazione di immagini, può incorrere nello Stuttering (Stutter), in quanto a seconda di come viene implementato possono verificarsi problemi di fluidità dell'immagine a video, per questo esistono più versioni di V-sync, come il V-sync adaptive, il quale si disabilita automaticamente qualora il numero di immagini generate è minore rispetto a quelle supportate dal monitor